# Mara Bizzotto

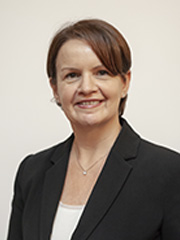
Mara Bizzotto em 2022

Mara Bizzotto (Bassano del Grappa, 3 de junho de 1972) é uma política italiana e membro do Parlamento Europeu.
Foi membro do Conselho Regional do Veneto de 2000 a 2005 e, novamente, de 2006 a 2009, altura em que foi eleita para o Parlamento Europeu. Ela foi reeleita em 2014 e 2019.